# Ashley (Michigan)
Pour les articles homonymes, voir Ashley.
Ashley est un village du comté de Gratiot, dans l'État du Michigan, aux États-Unis. En 2020, il comptait une population de 508 habitants.